# Jornalistas mortos durante a Guerra Russo-Ucraniana
Pelo menos 14 jornalistas e trabalhadores da mídia foram mortos no cumprimento do dever durante a Guerra Russo-Ucraniana. Seis são russos, quatro ucranianos, um italiano, um americano, um lituano e um irlandês.
Uma onda inicial de mortes de jornalistas ocorreu nos estágios iniciais da Guerra em Donbas em 2014, começando com o jornalista italiano Andrea Rocchelli e seu intérprete, o ativista russo Andrei Mironov. Nos quatro meses seguintes, quatro jornalistas russos na companhia de forças separatistas russas foram mortos pelo fogo ucraniano, assim como um jornalista ucraniano em um incidente que ambos os lados do conflito atribuíram um ao outro. Dois pares de assassinatos levaram a processos judiciais: nas mortes de Rocchelli e Mironov, o membro da Guarda Nacional Ucraniana Vitalii Markiv foi julgado na Itália por supostamente ordenar o ataque, ele foi condenado, mas depois exonerado. Nas mortes dos jornalistas russos Igor Kornelyuk e Anton Voloshin por ataque de morteiro, capturada a piloto do exército ucraniano Nadiya Savchenko foi julgada na Rússia por supostamente ordenar o ataque. Ela foi condenada e posteriormente libertada em uma troca de prisioneiros com a Ucrânia. A relação entre jornalistas russos e forças separatistas tornou-se objeto de controvérsia.
Uma segunda onda de mortes começou com a invasão russa em grande escala da Ucrânia em 2022. Yevhenii Sakun, ucraniano, foi o primeiro jornalista morto nessa fase da guerra, vítima de um ataque aéreo russo na Torre de TV de Kiev em 1º de março de 2022. Mais seis jornalistas foram mortos por soldados russos, incluindo quatro baleados e um morto por bombardeio. Entre os mortos estão o documentarista americano Brent Renaud, o fotojornalista ucraniano Maks Levin e, mais recentemente, o documentarista lituano Mantas Kvedaravičius.
Além disso, pelo menos quatro jornalistas ucranianos foram mortos fora do cumprimento do dever ou em circunstâncias ambíguas e pelo menos sete jornalistas foram mortos enquanto serviam nas Forças Armadas da Ucrânia ou nas Forças Separatistas de Donbas.

## Jornalistas civis mortos durante a guerra em Donbas em 2014-2015
Quatorze jornalistas e trabalhadores da mídia são listados pelo banco de dados do Comitê para a Proteção dos Jornalistas como tendo sido morto na Guerra Russo-Ucraniana - sete na guerra em Donbas em 2014-2015, sete na invasão russa em grande escala da Ucrânia em 2022.

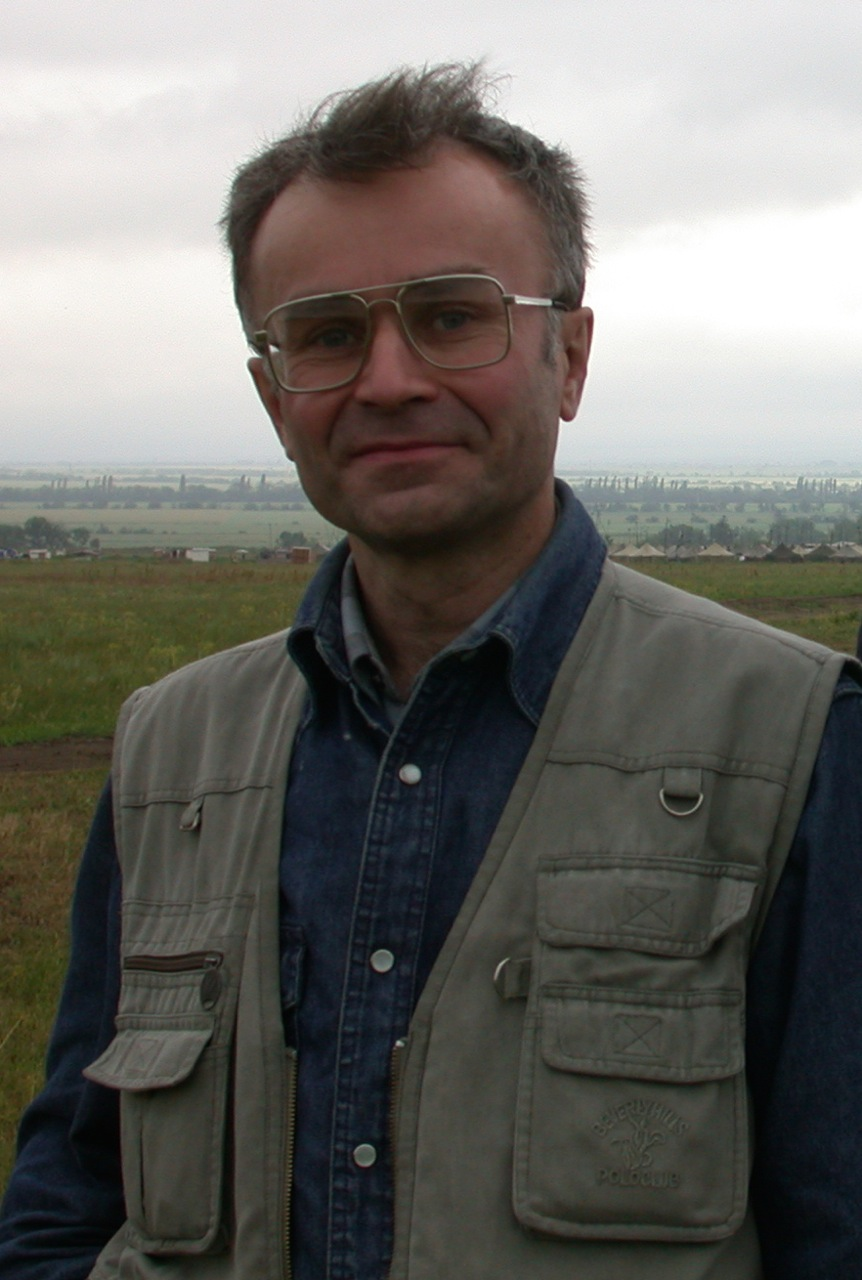
Andrei Mironov

### Andrea Rocchelli e Andrei Mironov
O fotojornalista italiano Andrea Rocchelli e o jornalista e ativista russo Andrei Mironov, que servia como intermediário e intérprete de Rocchelli, foram mortos em 24 de maio de 2014 perto da cidade de Slovyansk. Os dois homens, mais o repórter francês William Roguelon e um motorista local foram alvejados a caminho do carro. Roguelon afirmou que foram então alvejados com 40 a 60 morteiros.

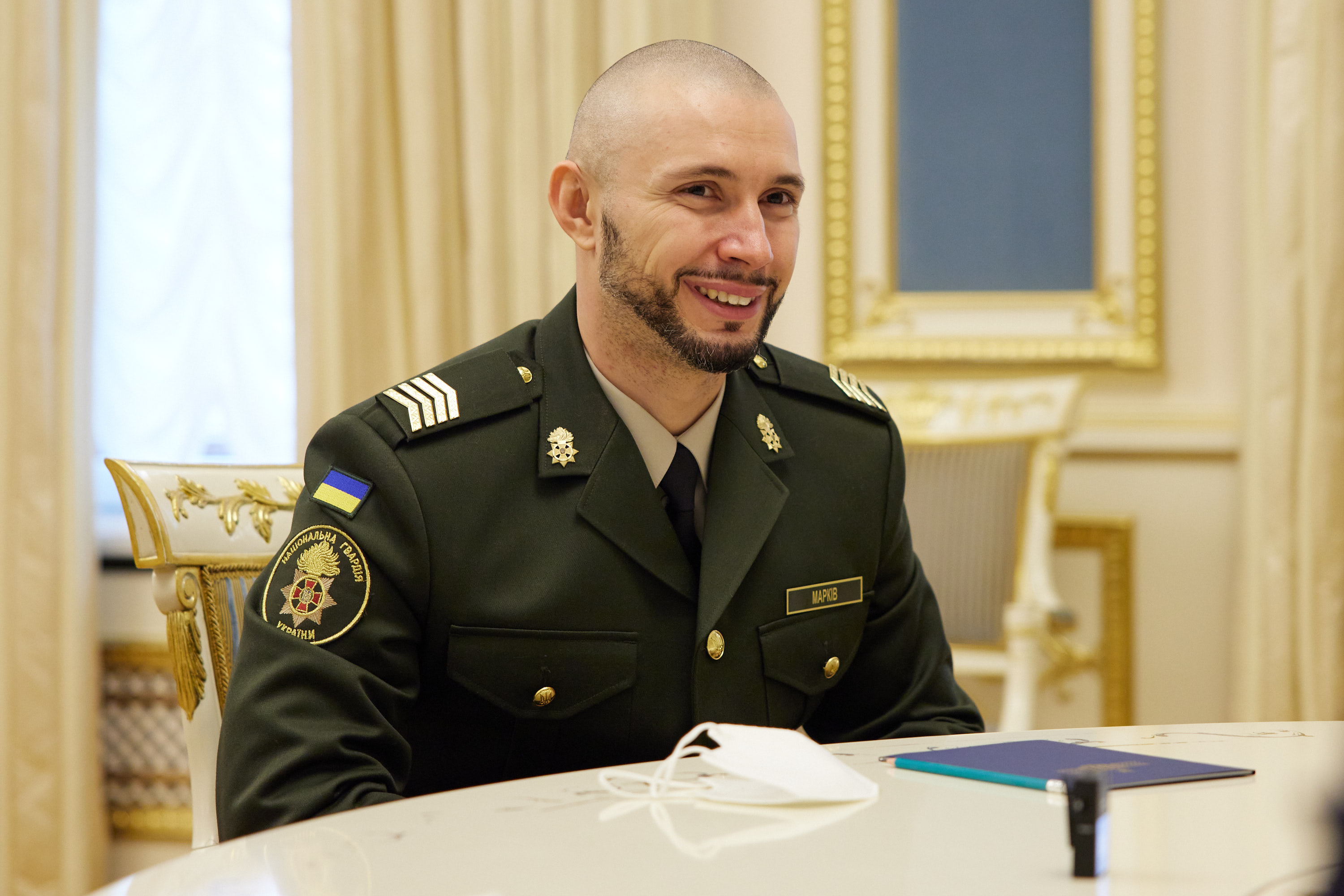
Markiv logo após sua exoneração nas mortes de Rocchelli e Mironov

#### Processos legais contra Vitalii Markiv
Em julho de 2019, um tribunal italiano condenou Vitalii Markiv, um cidadão de dupla nacionalidade ítalo-ucraniano e oficial da Guarda Nacional da Ucrânia, por dirigir o ataque que matou Rocchelli e Mironov. A condenação de Markiv foi anulada em novembro de 2020, a decisão de 2020 foi mantinda e sua exoneração foi efetuada em uma decisão final da Suprema Corte de Cassação em dezembro de 2021.

### Igor Kornelyuk e Anton Voloshin

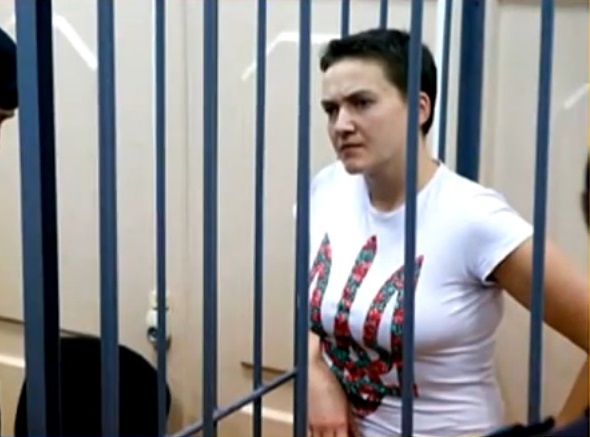
Savchenko é julgada em Moscou pelas mortes de Kornelyuk e Voloshin

Igor Kornelyuk e Anton Voloshin, correspondente e engenheiro de som, respectivamente, da emissora estatal russa VGTRK, foram atingidos por morteiros ucranianos em 17 de junho de 2014 enquanto filmavam um bloqueio separatista em Metalist, Slovianoserbsk Raion. Voloshin morreu instantaneamente, enquanto Kornelyuk morreu mais tarde naquele dia.
Ambos os homens receberam postumamente a Ordem Russa da Coragem por Vladimir Putin.

#### Processos judiciais contra Nadiya Savchenko
Nadiya Savchenko, uma piloto de helicóptero do exército ucraniano, foi capturada por separatistas no mesmo dia e acusada de dirigir o ataque com morteiro. Ela alegou que preferia ser capturada uma hora antes do ataque. Savchenko foi condenado por um tribunal russo em 21 de março de 2016, no que a Anistia Internacional caracterizou como um "julgamento falho e profundamente politizado". Ela foi perdoada por Vladimir Putin como resultado de uma troca de prisioneiros por dois soldados russos dois meses depois.

### Anatoly Klyan
Anatoly Klyan, operador de câmera do Piervy Kanal, foi morto por soldados ucranianos enquanto viajava com um grupo de mães de soldados que protestavam em 30 de junho de 2014 na região de Donetsk. A viagem havia sido organizada por separatistas e o motorista usava camuflagem militar. Klyan continuou a filmar o ataque até ficar muito fraco.

### Andrey Stenin
Andrey Stenin, um fotojornalista russo e correspondente de várias agências de notícias russas e internacionais, desapareceu em 5 de agosto de 2014 enquanto estava incorporado às forças apoiadas pela Rússia em Donetsk. Ele foi confirmado morto em 3 de setembro de 2014.
Stenin morreu ao lado dos membros do Corpo de Informação da milícia da República Popular de Donetsk, Sergei Korenchenkov e Andrei Vyachalo. Suas mortes não foram anunciadas até dez dias depois da dele. A revista Interpreter, uma publicação do Instituto da Rússia Moderna, sugeriu que a Rússia estava tentando obscurecer a conexão entre Stenin e membros da milícia. O jornalista ucraniano Yuriy Butusov insultou Stenin como um zampolit (doutrinador político militar) em vez de um jornalista.
Stenin foi postumamente condecorado com a Ordem da Coragem por Vladimir Putin.

### Serhiy Nikolayev
Serhiy Nikolayev, um fotojornalista do jornal ucraniano Segodnya, morreu junto com o soldado Mykola "Tank" Flerko durante o bombardeio da vila de Pisky em 28 de fevereiro de 2015. Nikolayev estava vestindo um colete à prova de balas com a inscrição "PRESS". Ambos os lados da guerra culparam um ao outro.
Nikolayev já havia sido atacado pela polícia especial de Berkut enquanto informava sobre as manifestações do Euromaidan em 2013. Após sua morte, ele foi premiado com o título de Herói da Ucrânia por Petro Poroshenko.

## Jornalistas civis mortos durante a invasão russa da Ucrânia em 2022

### Yevhenii Sakun
Yevhenii Sakun, um fotojornalista do canal de TV ucraniano LIVE e correspondente da EFE, foi morto por um ataque à Torre de TV de Kiev em 1 de março de 2022, no que os Repórteres Sem Fronteiras descreveram como um "ataque de precisão grave" na instalação.

### Brent Renaud
Brent Renaud, jornalista do The New York Times e documentarista vencedor do Peabody Award, foi morto a tiros por soldados russos enquanto estava em um posto de controle em Irpin em 13 de março de 2022. Renaud, que era conhecido por seu trabalho retratando refugiados e deportados, filmava a evacuação de refugiados, de acordo com seu colega Juan Arredondo.

### Pierre Zakrzewski e Oleksandra Kuvshynova
Pierre "Zak" Zakrzewski, um fotojornalista irlandês da Fox News, e Oleksandra "Sasha" Kuvshynova, uma freelancer ucraniana que trabalhava com a Fox, foram mortos em 14 de março de 2022 quando seu veículo foi atacado em Horenka, Kiev. O jornalista britânico Benjamin Hall, também da Fox, foi ferido no mesmo ataque.
Zakrzewski trabalhou como freelancer por alguns anos, mas mudou-se "com sentimentos contraditórios" para a Fox em parte porque era muito perigoso trabalhar em áreas de conflito sem o apoio de uma organização de mídia. Ele havia trabalhado para a Fox na Guerra do Iraque, Guerra no Afeganistão e guerra civil na Síria, e recebeu o prêmio de funcionário "Unsung Hero" da Fox por seu papel na evacuação de freelancers afegãos e suas famílias após a retirada dos EUA do Afeganistão. Pouco antes de sua morte, ele encontrou um bebê abandonado nas ruas de Kiev e o levou para um hospital.
Kuvshynova estava orientando as equipes da Fox e auxiliando na coleta de notícias.

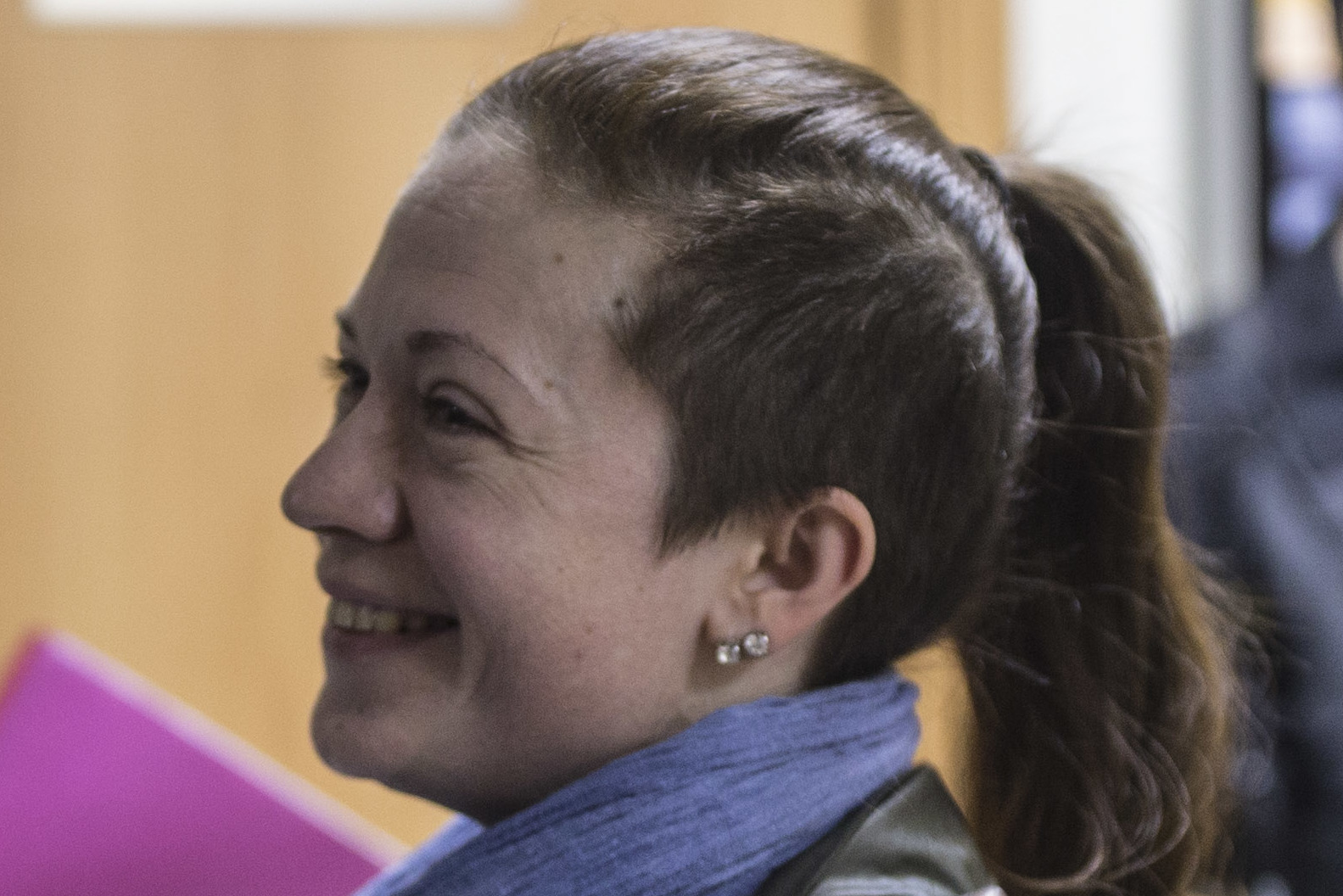
Oksana Baulina

### Oksana Baulina
Oksana Baulina, uma jornalista russa do site investigativo independente The Insider, foi morta no distrito de Podilskyi em Kiev em 23 de março por um bombardeio russo. Ela estava filmando o local de um ataque de foguete russo em um shopping center. Outro civil foi morto no mesmo ataque.
Baulina, que já foi editora de moda da Time Out Moscow, tornou-se ativista da Fundação Anticorrupção de Alexei Navalny em 2016. Ela emigrou para a Polônia pouco antes de a organização ser rotulada de extremista pelo governo russo. Antes da invasão, ela estava baseada em Varsóvia, e durante a invasão tinha reportado de Kiev e Lviv. Seu trabalho final incluiu entrevistas com prisioneiros de guerra russos, que ela deixou ligar para casa usando seu celular.

### Maks Levin
Maks Levin, um fotojornalista ucraniano que trabalha para o meio de comunicação LB.ua, desapareceu em 13 de março de 2022 e foi encontrado morto perto da vila de Huta-Mezhyhirska, na região de Kiev, em 1º de abril de 2022. De acordo com o Gabinete do Procurador-Geral da Ucrânia, ele foi morto a tiros duas vezes por soldados russos enquanto usava uma jaqueta de imprensa. Levin havia trabalhado com a Reuters, a BBC e a Associated Press, entre outras organizações de notícias. A maioria de seus projetos documentais estavam relacionados à guerra na Ucrânia.
Levin desapareceu junto com Oleksiy Chernyshov, outro jornalista ucraniano, que Desde 2 de O primeiro parâmetro é necessário, mas foi fornecido incorretamente! de  2022  não foi encontrado, de acordo com o Institute of Mass Information.

### Mantas Kvedaravičius
Mantas Kvedaravičius, um diretor de documentários lituano, foi morto em 2 de abril de 2022 ao tentar deixar a cidade sitiada de Mariupol, cuja vida ele documentou por muitos anos. De acordo com o diretor de cinema russo Vitaly Mansky, Kvedaravičius "morreu com uma câmera na mão". Kvedaravičius já havia trabalhado para documentar tortura e desaparecimentos forçados na região do Cáucaso do Norte da Rússia, seu documentário de 2011 sobre a Chechênia devastada pela guerra foi premiado com um prêmio da Anistia Internacional.

## Jornalistas civis mortos fora do cumprimento do dever ou em circunstâncias ambíguas
Pelo menos quatro jornalistas e profissionais de mídia ucranianos foram mortos durante a invasão russa da Ucrânia em 2022 enquanto não estavam envolvidos na coleta de notícias ou em circunstâncias ambíguas. Eles não estão incluídos na lista do Comitê para a Proteção dos Jornalistas.

### Dilerbek Shakirov
Iryna Venediktova, procuradora-geral da Ucrânia, disse em um post no Facebook que Dilerbek Shukurovich Shakirov, jornalista freelancer do jornal semanal Navkolo tebe foi morto a tiros em 26 de fevereiro de 2022, em Zelenivka, Kherson Oblast. Um representante do Institute of Mass Information confirmou sua morte. o IMI o listou separado dos jornalistas mortos no cumprimento do dever. A BBC relatou a declaração de Venediktova, mas não a confirmou de forma independente.
Venediktova disse que Shakirov era membro da organização de caridade "Casa da Esperança"; o IMI disse que ele fez parte das forças de autodefesa de Kherson de 2014 a 2015. Venediktova disse que Shakirov foi morto por soldados russos disparando uma arma automática de um carro.

### Nezhyborets Roman
O Comitê para a Proteção dos Jornalistas informou em 13 de abril de 2022 que Roman Nezhyborets, técnico de vídeo da Dytynets, foi encontrado morto em Yahidne. A diretora da Dytnets, Tatyana Zdor, disse que soldados russos haviam confinado Nezhyborets e os outros moradores da vila em abrigos subterrâneos e confiscado seus telefones celulares. Zdor disse que Nezhyborets usou um telefone celular oculto para entrar em contato com sua mãe, a quem ele pediu para esconder evidências de que ele trabalhava para a Dytnets. De acordo com Zdor, em 5 de março, Nezhyborets foi pego no telefone com sua mãe, sua família pensa que ele foi morto entre então e 9 de março.

### Victor Dedov
A União Nacional de Jornalistas da Ucrânia informou em 23 de março de 2022, que Viktor Dedov, operador de câmera da Sigma, foi morto em 11 de março quando seu prédio de apartamentos em Mariupol foi bombardeado, algo que sua esposa, Natalya Dedova, já havia anunciado em seu Facebook no dia 20 de março. O bombardeio também feriu Dedova e outros membros da família. Um bombardeio subsequente incendiou o prédio e impediu que a família enterrasse o corpo.

### Zoreslav Zamoysky
A Câmara Municipal de Irpin informou em 12 de abril de 2022 que Zoreslav Zamoysky, jornalista e ativista freelancer, havia sido encontrado morto na rua em Bucha. A União Nacional de Jornalistas da Ucrânia informou o mesmo no dia seguinte. Seu último post online foi em 4 de março.

## Jornalistas mortos enquanto serviam nas forças armadas
Pelo menos cinco ucranianos e dois separatistas foram mortos enquanto serviam como jornalistas militares ou enquanto serviam como soldados independentemente de seu trabalho como jornalistas. Eles não estão incluídos na lista do Comitê para a Proteção dos Jornalistas.

### Sergei Korenchenkov e Andrei Vyachalo
Sergei Korenchenkov e Andrei Vyachalo, correspondentes do Corpo de Informações da milícia da República Popular de Donetsk, desapareceram ao lado de Andrey Stenin em 5 de agosto de 2014. Dez dias depois que o corpo de Stenin foi encontrado, o jornal pró-russo Golos Sevastopolya informou que os restos mortais de Korenchenkov e Vyachalo foram encontrados ao mesmo tempo que seu corpo. Os dois estavam entre os primeiros a chegar ao local depois que as forças da milícia derrubaram o voo 17 da Malaysia Airlines, e a revista The Interpreter especulou que eles poderiam saber quais rebeldes derrubaram o avião.

### Oleh Zadoyanchuk
Oleh Zadoynchuk,  um soldado do 12º Batalhão de Defesa Territorial da Ucrânia e jornalista da agência de notícias estatal Ukrinform, foi morto por um bombardeio de artilharia russa em 4 de setembro de 2014.

### Dmytro Labutkin
Dmytro Labutkin,  um jornalista militar do canal de TV Sevastopol antes da anexação da Crimeia pela Rússia, morreu em 16 de fevereiro de 2015 durante a Batalha de Debaltseve.

### Viktor Dudar
Viktor Dudar,  o correspondente de defesa do jornal Expres de Lviv e um paraquedista voluntário, foi morto a tiros por soldados russos enquanto lutava em Mykolaiv. Sua morte foi anunciada em 7 de março de 2022.  Ele não estava trabalhando como jornalista na época, ele se alistou nas forças armadas em 24 de fevereiro, tendo servido anteriormente em Donbas de 2014 a 2015. Ele estava entre os primeiros soldados ucranianos mortos na invasão.

### Oleg Yakunin
Em 25 de março, o Instituto Ucraniano de Informações de Massa relatou a morte em batalha em 18 de março de Oleg Yakunin, fundador e editor-chefe de vários sites de notícias ucranianos, com base em uma postagem no Facebook de sua esposa.

### Yury Oleynik
Em 26 de março de 2022, o Canal 24 informou que um de seus operadores de câmera, Yury Oleynik, foi morto em 23 de março lutando em Luhansk.